# Pioneer Corporation
Pioneer Corporation és una empresa japonesa de tecnologia. Es va fundar el gener de 1938 com a Fukuin Shokai Denki Seisakusho, i canvià el seu nom al maig de 1947. El març de 2006 tenia 38.900 empleats a escala mundial.
Entre els seus productes hi ha equips estèreo, navegadors GPS i altaveus per a cotxe, equips relacionats amb tecnologia làser, Laser Disc, Disc compacte, DVD, Blu-Ray i monitors com pantalles de plasma d'alta definició. Va ser la primera empresa a produir un monitor d'alta definició completa (1.920 x 1.080) de 50". En anys recents aquesta marca s'ha consolidat com a líder en tecnologia aplicada en equips electrònics per DJ's.